# 안티클레이아
안티클레이아(Anticleia)는 그리스 신화에 나오는 오디세우스의 어머니이다. 헤르메스의 아들 아우톨리코스가 암피테아와의 사이에서 낳은 딸이며, 아르고호의 영웅 이아손의 어머니라고도 하는 폴리메데의 자매이다. 안티클레이아는 이타카 섬의 왕 라에르테스와의 사이에서 트로이 전쟁의 영웅 오디세우스와 딸 크티메네를 낳았다.